# Взятие Тронхейма
Взятие Тронхейма — взятие вооружёнными силами нацистской Германии стратегически важного города и порта Тронхейм в ходе операции «Везерюбунг».

## Силы сторон
Устье Тронхеймс-фьорда прикрывала крепость «Агденес». Кроме того на скалистых берегах фьорда располагались форты «Хюснес», «Бреттинген» и «Хамбора», на территории которых находились в сумме четыре 210-мм, семь 150-мм и пять 65-мм орудий. Их обслуживало всего около 340 человек. У крепости «Агденес» на 9 апреля находились сторожевые корабли ВМФ Норвегии «Хауг III», «Фозен» и «Стейнхьер». В Тронхейме стояли миноносец «Лакс», находившийся на ремонте, и сторожевые корабли «Хауг II» и «Наума». В Скьёрн-фьорде стоял на якоре минзаг «Фрёйя», шедший из Харстада на ремонт в Хортен. Собственно, в составе гарнизона самого города находились батальон II/IR 13, два кирасирских эскадрона, сапёрный батальон «Трённелаг». Кроме того в городе было семь складов с вооружением, амуницией, продовольствием и так далее.
В состав немецкой II группы входили тяжёлый крейсер «Admiral Hipper», являвшийся флагманом, и эскадренные миноносцы «Z-5 Paul Jacobi», «Z-6 Theodor Riedel», «Z-16 Friedrich Eckoldt», и «Z-8 Bruno Heinemann». Командовал немецкой группировкой капитан 1 ранга Хейе.

## История
6 апреля предназначенная для взятия Тронхейма 2-я группа — «Адмирал Хиппер» и 4 эсминца вышел в море из Куксхафена. По пути к цели, идя на выручку эсминцу «Бернд фон Арним», «Адмирал Хиппер» атаковал и уничтожил английский эсминец «Глоуворм», который пошёл на таран «Хиппера». Из опасения встретить британский флот уже в ночь на 9 апреля встала у берега перед входом в Тронхейм-фьорд. В 17:50 8 апреля командующий группой капитан 1 ранга Хейе выслал самолёт Arado Ar 196 на разведку подходов к Тронхеймс-фьорду. Экипаж самолёта, состоящий из двух человек, донёс об отсутствии кораблей противника и приводнился в Оркдальс-фьорде, где впоследствии был захвачен норвежцами, которые передали его англичанам. Ночью этого корабли 2-й группы со скоростью двадцать пять узлов вошли в Тронхеймс-фьорд, где встретили сторожевой корабль «Фозен». «Адмирал Хиппер» просигналил последнему «По распоряжению своего правительства следую в Тронхейм; никаких недружественных намерений не имею». В то время, как командир норвежского судна разбирал сообщение немецкая флотилия проследовала мимо «Фозена». Понимая, что ничего больше предпринять нельзя, командир «Фозена» приказал выпустить в воздух красные ракеты и поднять сигнал «Остановиться!».
Соединение преодолело вход в фьорд с непотушенными огнями. Норвежцы были предупреждены об опасности, поэтому наиболее узкая часть фьорда освещалась прожекторами. В 4 утра соединение с небольшой перестрелкой преодолело мыс Агденес. В 4:20 орудия форта «Хюснес» открыли огонь по немецким кораблям, правда, безуспешно — первые три выстрела легли недолётами. Хейе приказал ослепить наводчиков светом прожекторов и, пойдя мимо форта, дать пару залпов из кормовых орудий. В бухте Стрёммен «Z-5 Paul Jacobi», «Z-6 Theodor Riedel» и «Z-8 Bruno Heinemann» высадили десант для захвата батарей норвежцев. Однако немецкий десант, численностью около 500 солдат с миномётами, в течение пяти часов не мог пробиться через 700-метровое ущелье, оборону в котором держали всего 37 норвежских солдат во главе с капитаном Ланге. В итоге потери немцев составили 22 человека, а у норвежцев были только легко раненые.
Тем временем корабли «Адмирал Хиппер» и «Z-16 Friedrich Eckoldt» продолжили двигаться к Тронхейму и в 5:25 бросили якоря в гавани города и начали высадку егерей 138-го горнострелкового полка. Маленькие штурмовые группы под командованием капитана 3 ранга Хорнека достаточно быстро взяли под контроль суда, стоящие в порту. В это же время с крейсера были отправлены два гидросамолёта, дабы разведать обстановку у батарей, не занятых немцами. Командир 5-й дивизии генерал-майор Якоб Лаурантзон приказал не оказывать сопротивления и остановил мобилизацию в своём округе. В 15:15 гарнизон Тронхейма капитулировал, несмотря на то, что потери составили всего одного убитого (гражданского) и двух раненых.
Командир 138-го горнострелкового полка, полковник Вейс, быстро достиг лояльности местных властей. После полудня в Тронхейм прибыли 16 самолётов Kü.Fl.Gr. 506, однако горючего у эскадры не было, поэтому использовать самолёты не представлялось возможным. Утром 10 апреля норвежский эсминец «Драуг» под командованием капитан-лейтенанта Хорве атаковал немецкий танкер «Майн», шедший в Тронхейм, в 40 милях от Хёугесунна. Естественно, немецкий танкер был уничтожен, а норвежский эсминец, выловив 67 немецких моряков, ушёл на Шетландские острова. Тем временем проблемы возникли у флагмана эскадры. При осмотре повреждений корабля выяснилось, что исправить повреждения, полученные в результате таранного удара «Глоууорма» можно только в доке, поэтому «Хипперу» надо было вернуться в Германию. Всё это осложнялось тем, что в боевую готовность не были приведены батареи Тронхейма. Наконец, к 11 апреля батареи укреплённого района «Агденес» были приведены немецкими артиллеристами в порядок, составив основу обороны Тронхейма. В этот же день «Теодор Ридель» перехватил норвежские сторожевые корабли «Фозен» и «Стейнхьер», пытавшиеся выскользнуть из Тронхеймс-фьорда. Через три дня они были укомплектованы немецкими экипажами и стали нести дозорную службу.